# Knut Moe
Knut Moe (* 5. November 1983) ist ein früherer norwegischer Skeletonsportler.
Seit 2004 gehörte Knut Moe dem norwegischen Nationalkader an. Er wurde von Håvard Engelien trainiert. Sein internationales Debüt gab er 2004 bei den Juniorenweltmeisterschaften in Winterberg, wo er 22. wurde. Bei den nationalen Juniorenmeisterschaften wurde er hinter Helge Grande Stærk in Lillehammer Zweiter. Bei der Junioren-WM 2005, die erneut in Winterberg ausgetragen wurden, erreichte er den siebten Platz. Nur ein einziges Mal kam er bei den Männern zum Einsatz. Beim Rennen auf der Kunsteisbahn am Königssee im Januar 2006 fuhr Moe auf den 27. Platz und gewann damit seine ersten und einzigen Weltcuppunkte. Zudem wurde er 2006 norwegischer Meister. Zum frühen Karriereende wurden die Junioren-Weltmeisterschaften 2006 in Igls, bei denen der Norweger 14. wurde.